# Те100стерон
«Те100стерон» («Тестостерон») — российская музыкальная группа, основанная братьями Андреем и Валери Бирбичадзе в 2014 году. Исполняют песни на русском, испанском, французском, итальянском, английском, украинском и грузинском языках.

## История
Братья Андрей и Валери Бирбичадзе родились в Алма-Ате, затем переехали в Калининград, в 2014 году переехали в Москву. Они с детства увлекались музыкой, писали песни. По настоянию родителей, получили юридическое и экономическое образование.
7 января 2014 года братья Бирбичадзе решили создать музыкальную группу под названием «Те100стерон», подчёркивающим их мужскую харизму. Они записали трек «Скучаю по тебе» и разместили его в Интернете, вскоре он попал на радио[какое?].
27 ноября 2015 года вышел их дебютный альбом «Лети», который вошёл в сотню лучших на iTunes. В
2016 году на премии телеканала RU.TV группа была представлена в номинации «Лучший старт».
В 2016 году песня «Это не женщина» вошла в топ-10 чарта iTunes, а так же вошла в топ-5 русского чарта Shazam. Песня продержалась 17 недель в хит-параде «Золотой граммофон» на «Русском радио», она ротировалась на двенадцати ведущих радиостанциях России и ближнего зарубежья. В этом же году песня была номинирована на премию «Золотой граммофон».
19 апреля 2017 года состоялась премьера песни «Настолько красива», а 8 мая того же года песня заняла первое место топ-чарта iTunes.
14 июля 2017 года состоялась премьера на YouTube-канале TE100STERON, шоу «TE100STERON #ХЗ» в основе которого легли эксклюзивные версии хитов звёздных гостей в формате  LIVE с музыкантами группы Те100стерон. Гостями шоу стали такие звёзды как группа «Мохито», Лоя, Вахтанг, Артем Качер, Элина Чага, мультиплатиновый дуэт Filatov & Karas (видео с треком Filatov & Karas vs Виктор Цой — «Остаться с тобой» набрало более 35 млн просмотров, видео с треком «Don`t be so shy» более 4 млн просмотров). На данный момент вышло несколько десятков выпусков передачи, которые собрали на официальном YouTube-канале десятки миллионов просмотров.
7 сентября 2017 года состоялась премьера песни «Хочу любить», её ремикс подготовили диджеи Filatov & Karas. Более того в хит-параде «Золотой Граммофон» песня продержалась 15 недель. 5 января 2018 года состоялась премьера клипа на песню «Хочу Любить».
30 июля 2018 года в эфире «Русского радио» состоялась премьера песни «Ничего не значит», одной из самых популярных в репертуаре группы, попав в Хит-парад «Золотой граммофон», хит-парад радио «Дача». В 2019 году братья выпустили четыре сингла «Останься», «Я буду тебя целовать», «На севере Невы», «Карамель».
22 октября 2019 года состоялась премьера песни и клипа «На севере Невы», клип снял режиссёр Михаил Куликов в стиле 1990-х годов. Вдохновением для создания трека и клипа послужил фильм «Брат», ребята постарались полностью передать атмосферу Питера начала 1990-х. Клип набрал более миллиона просмотров. Находится в эфире ведущих музыкальных телеканалах таких как RUTV, Russian Music Boх, Русский Хит и других.
29 ноября 2019 года состоялась премьера трека и клипа «Карамель», песня сразу же попала в ротацию ведущих федеральных радиостанций России и в первую неделю набрала более 1 млн просмотров на YouTube.
27 июня 2021 года в стенах офиса «Первого музыкального издательства» группа Те100стерон получила платиновый диск за композицию «Это не женщина». Хит в 2021 году превысил отметку в 250 млн стримов и скачиваний. Песня «Это не женщина» является платиновым синглом, лауреатом премии «Золотой граммофон», номинантом премии РУ.тв в номинации «лучший старт», которая вошла в топ 5 чарта Российского shazam и топ 10 чарта iTunes.
27 июля 2023 года, в рамках Всероссийского патриотического марафона, группа выступила в Нижнем Новгороде перед военнослужащими, проходящими лечение в военном госпитале. Ранее группа выступила перед российскими военными Семёновского полка в Москве.

## Награды
2016 год — номинанты премии «Золотой граммофон» за песню «Это не женщина».

## Дискография

### Студийные альбомы
| Название            | Информация                                                                                          | Примечание |
| ------------------- | --------------------------------------------------------------------------------------------------- | --- |
| Лети                | - Релиз: 27 ноября 2015 - Лейбл: Первое музыкальное издательство - Формат: CD, цифровая дистрибуция | \| № \| Название \| Длительность \| \| ------------------- \| -------------------------------------------------- \| ------------ \| \| 1. \| «Это не женщина» \| 3:10 \| \| 2. \| «Скучаю по тебе» \| 3:43 \| \| 3. \| «Кусай губы» \| 3:20 \| \| 4. \| «Отвяжись» \| 3:12 \| \| 5. \| «Моя красотка» \| 3:25 \| \| 6. \| «Без тебя» \| 3:27 \| \| 7. \| «Лети» \| 3:04 \| \| 8. \| «Кровать» \| 3:06 \| \| 9. \| «Если бы ты захотела» \| 3:13 \| \| 10. \| «Вянут цветы» \| 3:18 \| \| 11. \| «Те100стерон» \| 2:43 \| \| 12. \| «Это не девочка» \| 3:17 \| \| 13. \| «Кровать» (Remix) \| 3:52 \| \| 14. \| «Это не девочка» (Рома Лейтенант & DJ Renat Remix) \| 3:29 \| \| Общая длительность: \| Общая длительность: \| 44:19 \| |
| №                   | Название                                                                                            | Длительность |
| 1.                  | «Это не женщина»                                                                                    | 3:10 |
| 2.                  | «Скучаю по тебе»                                                                                    | 3:43 |
| 3.                  | «Кусай губы»                                                                                        | 3:20 |
| 4.                  | «Отвяжись»                                                                                          | 3:12 |
| 5.                  | «Моя красотка»                                                                                      | 3:25 |
| 6.                  | «Без тебя»                                                                                          | 3:27 |
| 7.                  | «Лети»                                                                                              | 3:04 |
| 8.                  | «Кровать»                                                                                           | 3:06 |
| 9.                  | «Если бы ты захотела»                                                                               | 3:13 |
| 10.                 | «Вянут цветы»                                                                                       | 3:18 |
| 11.                 | «Те100стерон»                                                                                       | 2:43 |
| 12.                 | «Это не девочка»                                                                                    | 3:17 |
| 13.                 | «Кровать» (Remix)                                                                                   | 3:52 |
| 14.                 | «Это не девочка» (Рома Лейтенант & DJ Renat Remix)                                                  | 3:29 |
| Общая длительность: | Общая длительность:                                                                                 | 44:19 |

### Синглы
- «Это не женщина» (2015)
- «Скучаю по тебе» (2016)
- «Тресни» (2016)
- «Ты ангел» / «Ti amo» (2017)
- «Настолько красива» (2017)
- «Baila» (2017)
- «Хочу любить» (2017)
- «Lady» (2018)
- «Скажи мне» (2018)
- «Ничего не значит» (2018)
- «Останься» (2019)
- «Мы покатились вниз» (2019)
- «Я буду тебя целовать» (2019)
- «На севере Невы» (2019)
- «Карамель» (2019)
- «1000 раз» (2020)
- «Обесточен подъезд» (2020)
- «Голубые глаза» (2020)
- «Наедине» (2020)
- «STOP ИГРА» (2020)
- «Ты моя душа» (2021)
- «Сорри детка» / «Lo que yo quiero» (2021)
- «Нравится-нравится» / «Quiero más, quiero más» (2021)
- «LaLaLa» (2022)
- «Я лечу» (2022)
- «Это не лечится» (2022)
- «Коды и шифры» (2022)
- «Гори» (2022)
- «Раз и ушла» (2022)
- «Обесточен подъезд» (2022)
- «18+» (2023)
- «Ямочки на щёчках» (2023)
- «1000 раз» (2023)
- «Супер глаза» (2023)
- «Нет ответа» (2023)
- «Скучаю по тебе» (2023)
- «Занят» (2023)
- «Спящая красавица» (2023)
- «Отпускаю» (2024)
- «Стала женой невеста» (2024)
- «Aghar gnatrob» (2024)
- «Мало» (2024)
- "Сладкая вата (2025) TESTOSTERON|СВЕТА

## Клипы
| Год  | Клип                     | Режиссёр            | Альбом      |
| ---- | ------------------------ | ------------------- | ----------- |
| 2014 | «Скучаю по тебе»         | Евгений Сидельников | Лети        |
| 2015 | «Кровать»                | Александр Игудин    | Лети        |
| 2015 | «Это не девочка»         | Владимир Беседин    | Лети        |
| 2016 | «Это не женщина»         | Александр Сюткин    | Лети        |
| 2016 | «Тресни»                 | Алексей Голубев     | без альбома |
| 2017 | «Хочу любить»            | Марк Довгань        | без альбома |
| 2018 | « Lady»                  | Марк Довгань        | без альбома |
| 2018 | «Скажи мне»              | Марк Довгань        | без альбома |
| 2018 | «Ничего не значит»       | Марк Довгань        | без альбома |
| 2019 | «Останься»               | Марк Довгань        | без альбома |
| 2019 | «Я буду тебя целовать»   | Катя Рашкевич       | без альбома |
| 2019 | «На севере Невы»         | Михаил Куликов      | без альбома |
| 2019 | «Карамель»               | Михаил Куликов      | без альбома |
| 2020 | «Наедине»                | Михаил Куликов      | без альбома |
| 2020 | «STOP ИГРА»              | Михаил Куликов      | без альбома |
| 2021 | «Ты моя душа»            | Михаил Куликов      | без альбома |
| 2021 | «Сорри детка»            | Михаил Куликов      | без альбома |
| 2021 | «Lo que yo quiero»       | Михаил Куликов      | без альбома |
| 2021 | «Нравится-нравится»      | Беломытцев Илья     | без альбома |
| 2021 | «Quiero más, quiero más» | Беломытцев Илья     | без альбома |
| 2022 | «LaLaLa»                 | Александра Манякина | без альбома |
| 2022 | «Я лечу»                 | Александра Манякина | без альбома |
| 2022 | «Это не лечится»         | Александра Манякина | без альбома |
| 2022 | «Коды и шифры»           | Александра Манякина | без альбома |
| 2022 | «Гори»                   | Александра Манякина | без альбома |
| 2022 | «Раз и ушла»             | Елена Майорова      | без альбома |
| 2022 | «Обесточен подъезд»      |                     | без альбома |